# Maria Vos

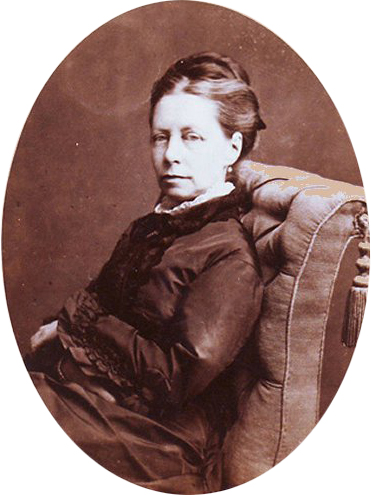
Maria Vos, 1882

Maria Vos (* 21. Dezember 1824 in Amsterdam; † 11. Januar 1906 in Oosterbeek) war eine niederländische Malerin.

## Leben
Maria Vos wurde als Tochter des Immobilienmaklers Gerrit Vos und dessen Frau Gerarda Bouwmeester (1793–1833) in Amsterdam geboren.
Sie absolvierte eine Ausbildung zur Hauswirtschafterin an einem französischen Internat in Weesp.
Ab 1841 studierte sie bei Petrus Kiers, der als Maler von Innenräumen bei Kerzenlicht und Landschaften bei Mondlicht bekannt ist. Er unterrichtete sie in Zeichnen, Malen und Aquarell.
1853 zog Maria Vos nach Oosterbeek und begann Landschaften und Stillleben zu malen. 1870 baute sie ein Haus, die sogenannte Villa Garda und bewohnte dieses zusammen mit Adriana Johanna Haanen.

## Mitgliedschaften
- 1847 Ehrenmitglied der Königlichen Akademie der Bildenden Künste Amsterdam
- Künstlerkolonie Gelderse Barbizon

## Werke (Auswahl)
- Maria Vos in ihrem Atelier am Eng in Oosterbeek, Rijksmuseum
- Album van oud Oosterbeek, 14 Aquarelle

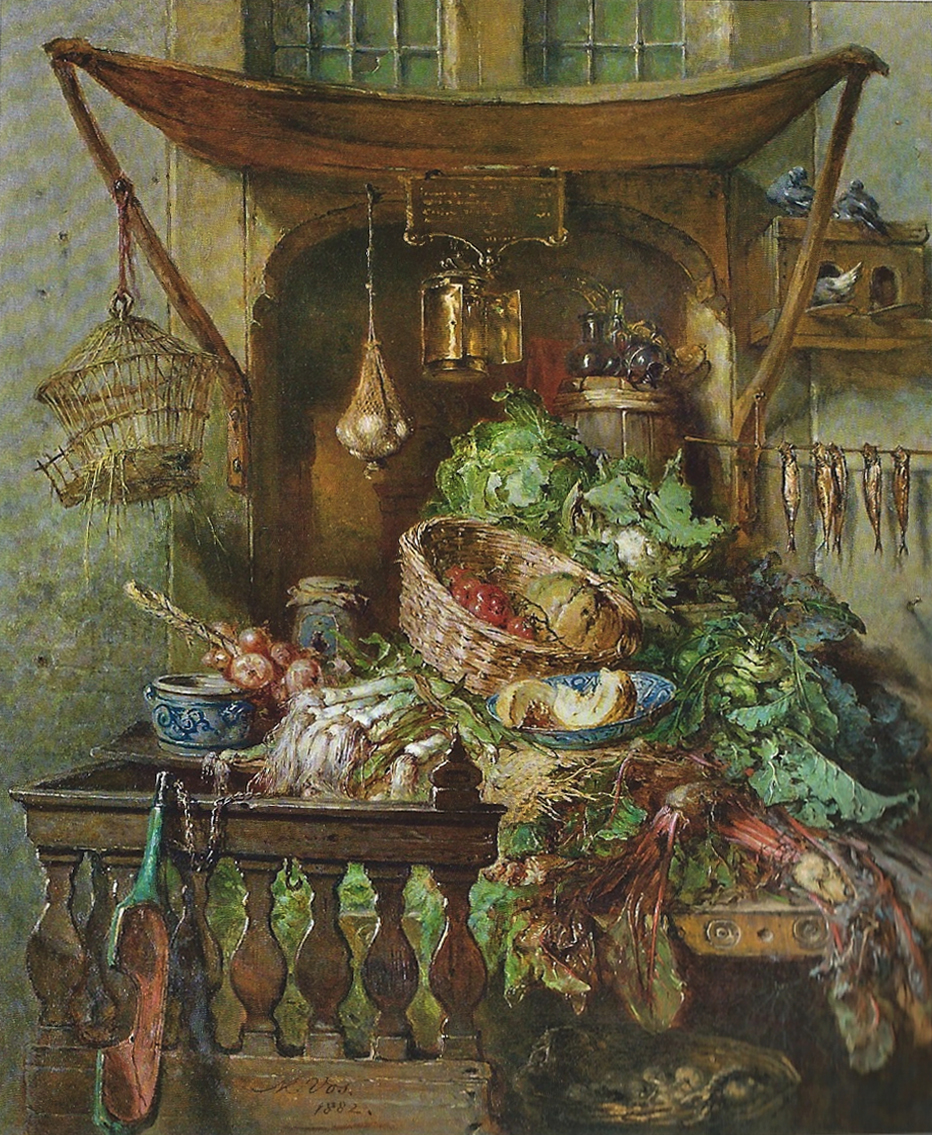
Groentestal (1882)
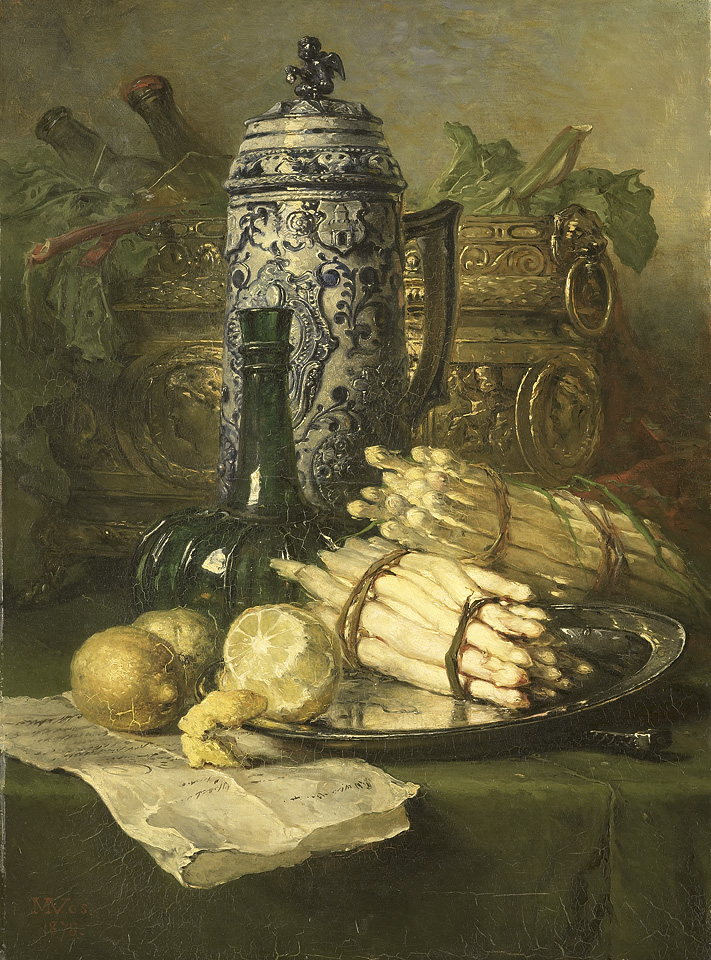
Stillleben (1878)

## Ausstellungen (Auswahl)
- 1855 Reichsakademie, Amsterdam
- 1863 Brüsseler Salon (Exposition générale des Beaux Arts) Brüssel
- 1866 Brüsseler Salon, Brüssel
- 1869 Brüsseler Salon, Brüssel
- 1876 Weltausstellung, Philadelphia